# Tim Whitnall
Timothy Charles Whitnall (Canvey Island, 27 giugno 1961) è un attore, sceneggiatore, drammaturgo e doppiatore britannico.
È conosciuto per aver interpretato Angelo nella serie per bambini di Children's ITV Mike and Angelo, e per aver narrato la serie Teletubbies dal 1997 al 2001. È noto anche per aver doppiato personaggi vari in serie animate come Il trenino Thomas, Fifi e i bimbi fioriti e Roary l'auto da corsa. Come sceneggiatore, ha vinto un BAFTA e un Olivier Award per il lavoro sul film televisivo Best Possible Taste: The Kenny Everett Story e per la commedia Morecambe, che parla della vita del noto comico Eric Morecambe.

## Biografia
Whitnall ha iniziato la sua carriera nel 1977, quando ha partecipato al musical del West End Elvis, dopo aver vinto il ruolo ad un'audizone. Ha recitato in molti altri musical al West End, come Grease, The Rocky Horror Show e Good Rockin' Tonight.
Dopo le apparizioni televisive che ha fatto per i musical in cui era coinvolto, iniziò una carriera in televisione, presentando (e scrivendo per) le serie della BBC Schools, The Music Awards (con Lucie Skeaping), Music Time, Time and Tune, Music Workshop e Let's Sing. Ha anche iniziato ad apparire come attore, interpretando personaggi in alcune serie per bambini di ITV.
Whitnall è noto anche per aver prestato la voce a numerosi jingle e pubblicità. Dalla fine degli anni '80 al 2000, anno della sua chiusura, Whitnall è stato lo speaker del canale britannico The Children's Channel, prestando anche la voce alla mascotte del canale Link Anchorman. Ha anche doppiato la mascotte di Woolworths, Keith the Alien, nel 1998.
Nel 1990, ha preso il posto di Tyler Butterworth nel ruolo di Angelo nella serie Mike and Angelo. Ha interpretato il personaggio per 10 stagioni, fino alla fine della serie nel 2000.
La commedia scritta da Whitnall The Sociable Plover, rappresentata per la prima volta all'Old Red Lion Theatre di Angel nel 2005, venne adattato per il cinema dalla Poisson Rouge Pictures e Solution Films e trasformato nel film The Hide, trasmesso in prima visione assoluta nel febbraio del 2009 sul canale televisivo Film4. A seguito dell'uscita cinematografica all'ICA Cinema di Londra, venne rilasciato in DVD. Per il film, Whitnall venne candidato alla Miglior sceneggiatura d'esordio ai Writers Guild of Great Britain Awards del 2010.
L'opera successiva di Whitnall, Morecambe, un omaggio al defunto comico inglese Eric Morecambe, vinse il Fringe First Award all'Edinburgh Fringe del 2009. Lo spettacolo debuttò al Duchess Theatre di Londra il dicembre successivo e fece una tournée nel Regno Unito fino al 2010. La commedia fu nominata in due categorie distinte al Premio Laurence Olivier del 2010, e vinse la categoria Miglior intrattenimento.
Nel 2012, il canale BBC Four trasmise il dramma di 90 minuti di Whitnall Best Possible Taste: The Kenny Everett Story, che esaminava e celebrava la vita del DJ radiofonico e intrattenitore Kenny Everett. Fu diretto da James Strong, prodotto da Paul Frift e interpretato da Oliver Lansley e Katherine Kelly. Per il dramma, Whitnall vinse il Breakthrough Talent Award ai BAFTA Television Craft Awards del 2013.
Nel 2014, è entrato a far parte dei doppiatori della serie Il trenino Thomas, dove ha doppiato i personaggi di Timothy, Reg, Mike, Jerome, Oliver l'escavatore e Max.

## Vita privata
Whitnall vive a Richmond, Londra con la moglie Anna Murphy, che possiede una casa di produzione, la Feather Productions Ltd.

## Filmografia parziale

### Attore

#### Cinema
- Billy the Kid and the Green Baize Vampire, regia di Alan Clarke (1985)
- Like Other People Do, regia di Alex Kelly – cortometraggio (2008)

#### Televisione
- Play for Today – serie TV, 1 episodio (1980)
- Gli occhi dei gatti – serie TV, 1 episodio (1987)
- Metropolitan Police – serie TV, 1 episodio (1989)
- L'asso della Manica – serie TV, 1 episodio (1989)
- Mike and Angelo – serie TV, 103 episodi (1990-2000)
- Britain's Got the Pop Factor... and Possibly a New Celebrity Jesus Christ Soapstar Superstar Strictly on Ice – miniserie TV, 2 episodi (2008)

### Doppiatore

#### Cinema
- personaggi vari in Il trenino Thomas - Thomas e i trenini coraggiosi, Thomas & Friends: The Adventure Begins, Il trenino Thomas - Sodor e il tesoro dei pirati, Il trenino Thomas - La grande corsa e Il trenino Thomas - Viaggio oltre i confini di Sodor

#### Televisione
- Narratore in Teletubbies
- Zia Tulip e Bungo in Fifi e i bimbi fioriti
- Hammersmith, Jubilee, Paris e Osaka in Underground Ernie
- Dinkie, Sig. Carburator e Hellie in Roary l'auto da corsa
- Mr. Lazy e Mr. Nervous in The Mr. Men Show
- personaggi vari in Henry Mostriciattoli, Tree Fu Tom e Il trenino Thomas
- Papà in DinoCity

#### Videogiochi
- Narratore in Gioca con i Teletubbies
- Charles Robinson in The World Is Not Enough

### Sceneggiatore

#### Cinema
- The Hide (2008)
- Mr Sunshine – cortometraggio (2019)

#### Televisione
- Best Possible Taste: The Kenny Everett Story – film TV (2010)
- Miss Marple, ep.6x2 (2013)
- Maiorca Crime, ep.2x5 (2021)

## Teatro (parziale)

### Attore
- Elvis, di Ray Cooney e Jack Good, regia di Jack Good. London Astoria (1977)
- Grease, di Jim Jacobs e Warren Casey. London Astoria (1979)
- Godspell, di Stephen Schwartz. Young Vic Theatre (1981)
- The Rocky Horror Show, di Richard O'Brien. Piccadilly Theatre (1991)

### Sceneggiatore
- Harry's Web (1999)
- The Sociable Plover (2005)
- The Fabulist (2006)
- Morecambe (2008)
- Once Seen on Blue Peter (2018)
- Lena (2022)
- Notes from a Small Island – adattamento del libro Notizie da un'isoletta (2023)

## Riconoscimenti
- 2009
  - Edinburgh Fringe: Fringe First Award nella categoria "innovazione e nuova scrittura eccezionale" per l'opera Morecambe
- 2010
  - Premio Laurence Olivier: Miglior intrattenimento per l'opera Morecambe
  - Writers' Guild of Great Britain Award: Nomination Miglior sceneggiatura per un film d'esordio per il film The Hide
- 2013
  - British Academy Television Craft Award: Talento rivelativo per l'opera Best Possible Taste: The Kenny Everett Story
  - Broadcasting Press Guild Award: Nomination Miglior dramma per l'opera Best Possible Taste: The Kenny Everett Story (con James Strong e Paul Frift)